# Фарес Брахими
Фарес Брахими (на френски: Farès Brahimi) е професионален футболист, полузащитник от алжирски произход (има френско и алжирско гражданство).

## Спортна биография
Фарес е роден в гр. Регая, област Алжир на 22 октомври 1988 г. Когато е на 2-годишна възраст, семейството му емигрира във Франция, заживявайки в Сент Етиен.
Започва да тренира в детските формации на АС „Сент Етиен“, а след напускане на школата играе в продължение на три години за аматьорски отбори от френското първенство.
В края на 2010 г. получава предложение за проби в България, където тренира с „Миньор“ Перник. През януари 2011 г. подписва за 2 г. с клуба, като за кратко се превръща в основен състезател на отбора.
Играе основно като десен външен полузащитник, отличава се с остри пробиви по фланга и добри центрирания, но може да играе и отляво.
През ноември и декември 2011 г. към Брахими има интерес от водещи отбори в българския професионален футбол, но до трансфер не се стига.
До декември 2012 година е състезател е на ПФК „Миньор“, Перник в българската А футболна група, като в края на годината разтрогва с перничани по вина на клуба. Броени дни след това започва преговори с ПФК ЦСКА (София), за преминаването му в отбора от столицата, но до договор не се стига, а преговорите продължават в началото на 2013 година.